# Аршеневський Василь Кіндратович
Аршеневський Василь Кіндратович (нар.1758, Київ — пом.27 січня 1808, Москва) — український релігійний діяч, просвітитель Тверської Карелії та Московії. Професор вищої математики, викладач, перекладач, магістр філософії.

## Біографія
Навчався у Києво-Могилянській академії, але не закінчив повного курсу.
1774 перейшов до гімназії при Московському університеті, студентом якого став через три роки. Вивчав математичні науки.
1779 Аршеневський зараховано до числа слухачів Санкт-Петербурзької учительської семінарії, які перебували на утриманні Демидівського пансіону.
Невдовзі запрошено викладачем арифметики у вищому класі гімназії при Московському університеті, а також перекладачем з латинської і німецької мов.
1785 успішно склав іспит на магістра філософії вільних наук.
1788, після смерті свого університетського вчителя математики Д. С. Анічкова, викладав курс математики у Московському університеті.
1789 — ад'юнкт Московського університету, а 1795 — екстраординарний професор математики. Викладав також фортифікацію, артилерію та балістику.
1800–1801 запровадив у Московському університеті викладання вищої математики.
1804 став першим професором кафедри чистої математики новоствореного факультету фізичних та математичних наук, з 1805 — ординарний професор. Уявлення про курс вищої математики дають його промови: «Слово о начале, связи и взаимном пособии математических наук и пользе оных» (М., 1794) та «О связи чистой математики с физикой» (30 серпня 1802), виголошені на публічних зборах Московського університету. Це єдині наукові праці Аршеневський, що збереглися. Вся його бібліотека згоріла в Москві 1812.
Виконував обов'язки ефора (1780–1790-ті роки).
Після реформи вищих навчальних закладів (1804) обраний від Ради Московського університету інспектором казеннокоштних студентів гімназії при Московському університеті.
Брав участь у відкритті ряду гімназій та в огляді училищ Смоленської і Тверської губерній як візитатор від Училищного комітету.
За багаторічну педагогічну діяльність 1797 надано чин колезького асесора. За організацію гімназій нагороджений трьома золотими табакерками. Похований у Московському Донському Богородицькому монастирі.